# Pauluskirche (Wengen)

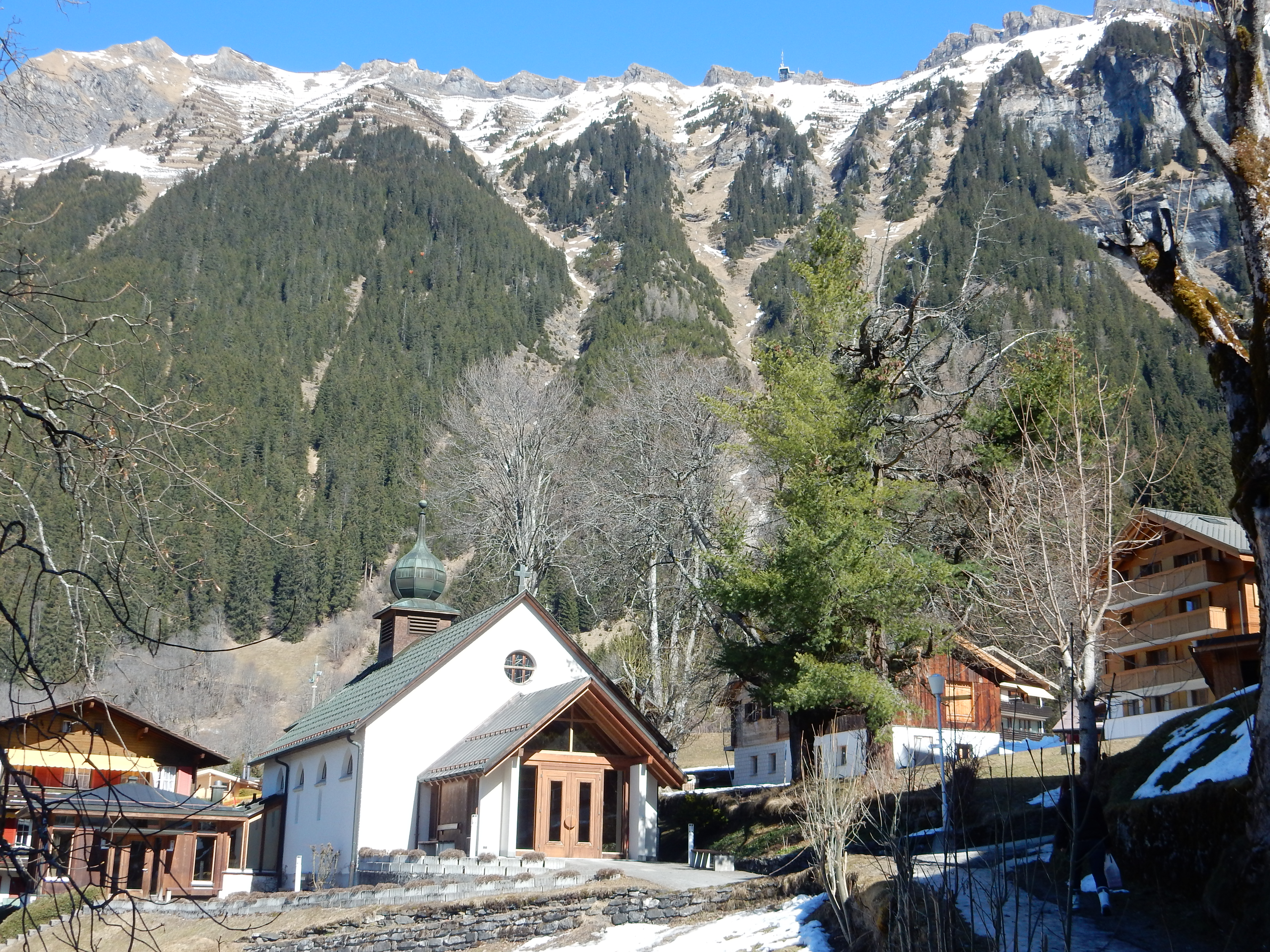
Die Pauluskirche von Wengen

Die römisch-katholische Pauluskirche in Wengen ist eine Filialkirche der Pfarrei Heiliggeist (Interlaken). Sie wurde 1931–1932 im Heimatstil am Wengiboden 1345 B erbaut.

## Geschichte
Nachdem man jahrelang Gottesdienst im Schulhaus mit zeitweise bis 150 Personen gefeiert hatte, entstand Anfangs der 1930er Jahre das Bedürfnis nach einer eigenen Kirche für katholische Gäste und ortsansässige Katholiken. Als Wohltäter übernahm Doktor Vogt die Hauptfinanzierung, er verlangte die Vergabe der Planung und der Bauarbeiten an den Baumeister Hans Boss aus Zweilütschinen. Pfarrer Karl Merke von Interlaken musste, trotz seiner Ablehnung gegen einen reformierten Unternehmer, zustimmen. Weil kein geeignetes Baumaterial vor Ort zur Verfügung stand, wurde alles vom Tal per Bahn herauf ins autofreie Wengen transportiert, was die hohen Kosten von 75'000 Franken alleine für den Rohbau bewirkte. Der Bau stand noch vor Ende 1931 im Rohbau und wurde bis zur Einweihung fertig gestellt. Am 30. Juni 1932 weihte Pfarrer Karl Merke die Kirche auf das Patronat von Apostel Paulus.

## Baubeschreibung
Die weissverputzte Kirche hat auf ihrem Satteldach einen Dachreiter mit einem Helm in Form eines Zwiebelturms. Vor dem Eingang ist eine Vorhalle angebaut. Das Dach wird von einer Konstruktion mit Pfetten auf geschweiften Bohlenbindern getragen. Zu deren Herstellung hatte man extra eine Bandsäge angeschafft. 1995 wurde an der Kirchgemeindeversammlung die Renovation der Kirche beschlossen. Nach der erfolgten Neugestaltung wurden der neue Altar und Ambo am 22. Dezember 1996 durch Weihbischof Martin Gächter geweiht.

### Innenraum und künstlerische Ausstattung
Die spitzbogige Form der Dachträger setzt sich in den Bögen an der Chorwand fort. Den hellen Altarraum begleiten beidseitig Nebenaltäre in apsidenartig gestalten Nischen. Seit der jüngsten Erneuerung wird durch das Öffnen des Daches Tageslicht in den Altarraum geleitet. Weiter wurden unter den niedrigen Spitzbogenfenstern die Mauern durchbrochen und sechs kleinere Buntglasfenster eingesetzt, welche die vierzehn Stationen des Kreuzwegs darstellen. Die Glasmalereien fertigte Werner Fehlmann (1929–2018) aus Interlaken.  Verantwortlich für den Umbau war Architekt  Friedrich Graf aus Interlaken.